# Riederecksee
Der Riederecksee ist ein See in den Bayerischen Voralpen. Er liegt südöstlich unterhalb des Plankensteins auf dem Gemeindegebiet von Rottach-Egern. Südwestlich des Sees liegt der Risserkogel, südöstlich des Sees die Schneeböden. Nordöstlich des Riederecksees liegt der Schreistein. Auf dem östlich des Sees gelegenen Sattel zwischen Schreistein und Schneeböden steht das Hettlage-Marterl im Gedenken an einen in dieser Gegend verunglückten Sohn der Münchner Kaufmannsfamilie. Der See hat keine Zu- und Abflüsse.